# Hen Gastell
Hen Gastell är ett slott i Storbritannien.   Det ligger i kommunen Swansea och riksdelen Wales, i den södra delen av landet, 270 km väster om huvudstaden London. Hen Gastell ligger 38 meter över havet.
Terrängen runt Hen Gastell är platt. En vik av havet är nära Hen Gastell västerut.  Närmaste större samhälle är Swansea, 10,4 km öster om Hen Gastell. Trakten runt Hen Gastell består i huvudsak av gräsmarker.